# Kingscote
Kingscote é a maior cidade na ilha Kangaroo, uma ilha ao largo da costa sul da Austrália Meridional, com uma população de cerca de 1 826 habitantes (censo de 2016).. É o mais antigo da assentamento europeu da Austrália Meridional.